# Ossipee
Ossipee er en amerikansk by og administrativt centrum for det amerikanske county Carroll County, i staten New Hampshire. I 2000 havde byen et indbyggertal på 4.211.

## Ekstern henvisning
- Ossipees hjemmeside (engelsk)

43°41′05″N 71°07′02″V / 43.6847°N 71.1172°V